# Wittevrouwenklooster (Leuven)

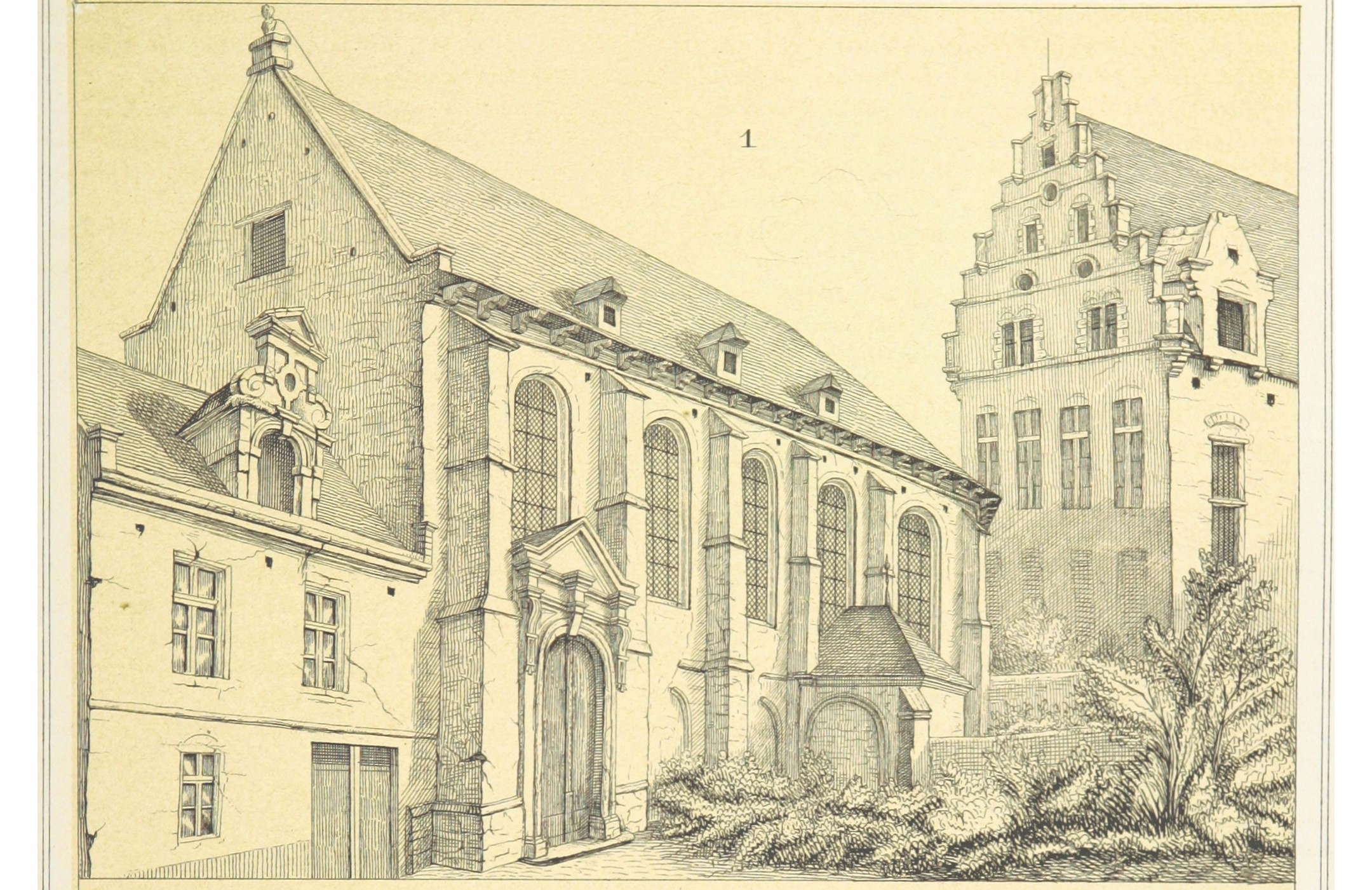
Wittevrouwenklooster in Leuven

Op plek van het voormalige Wittevrouwenklooster in Leuven (België) staat thans de stedelijke bibliotheek Tweebronnen. Vroeger was hier het klooster der Witte Vrouwen gevestigd (1248-1796). Nadien was het de Witte Vrouwenkazerne (1796-1914) en werd in de tuin van het klooster de Rijschoolstraat aangelegd, alsook de Rijschool van de Belgische cavalerie. Van 1937 tot 1984 was er een technische school gevestigd en sinds 2000 Tweebronnen.

## Lokalisatie

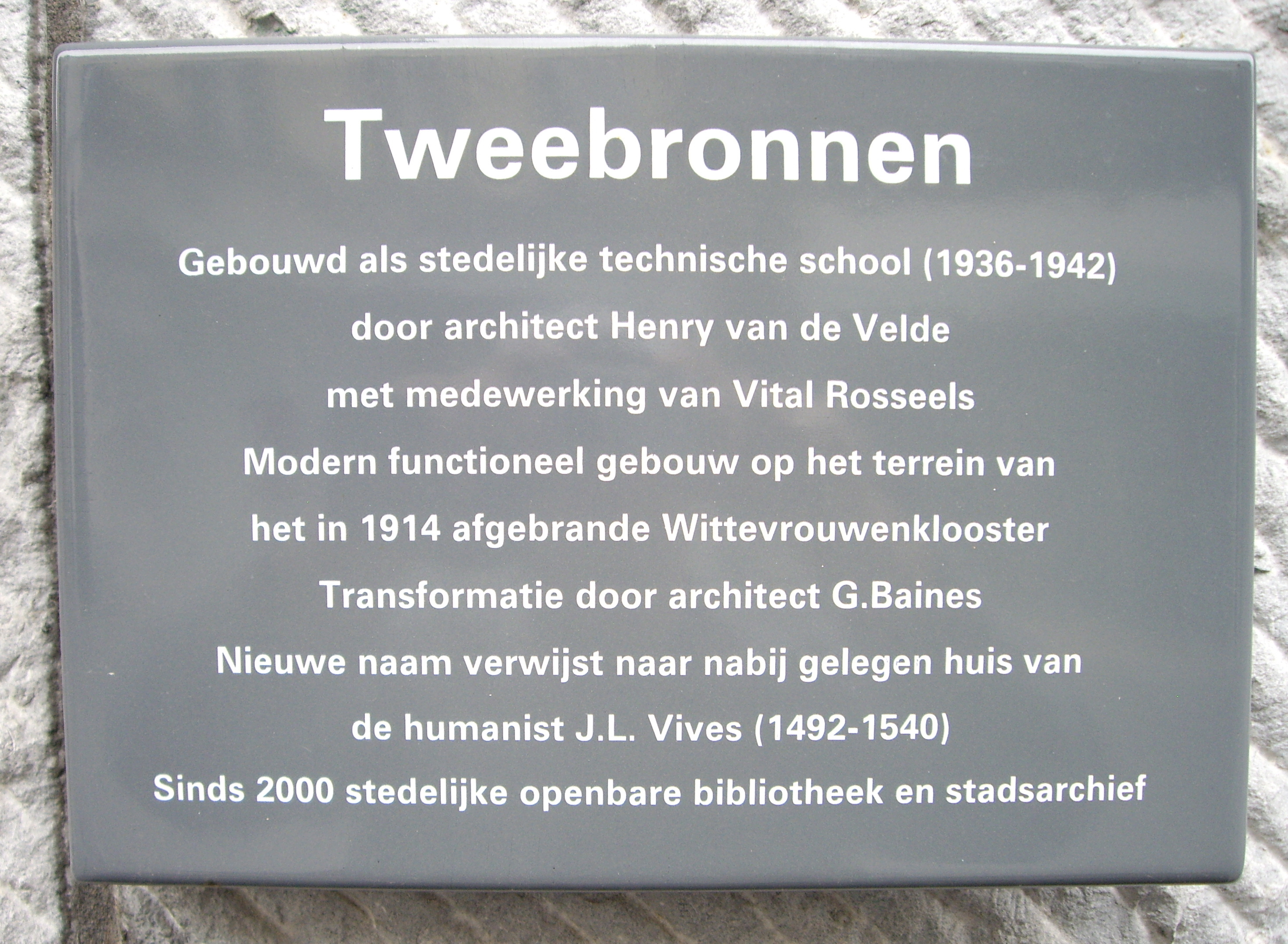
Een plaat aan de ingang herinnert aan het lange verleden van de site.

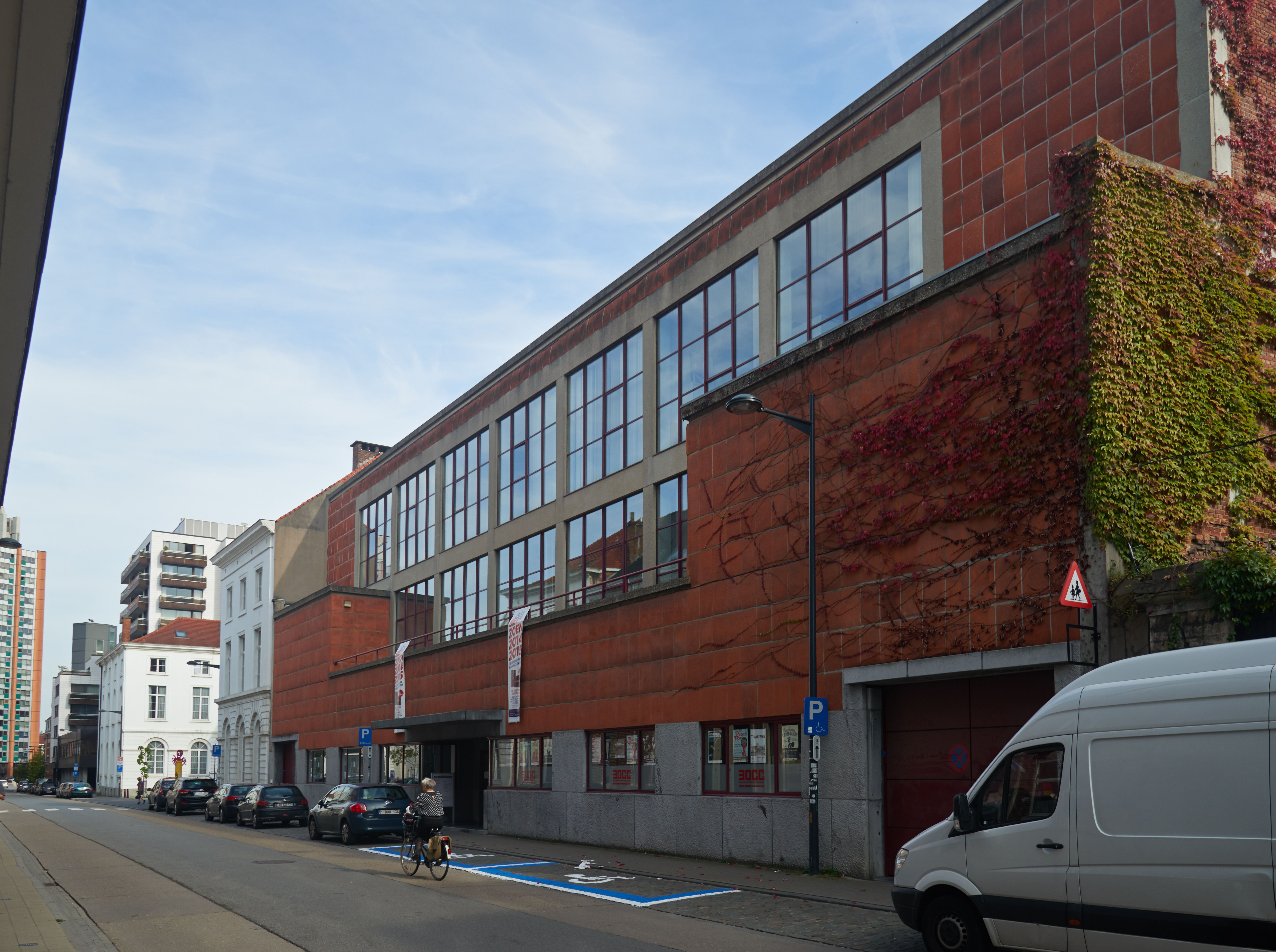
Achterzijde in de Rijschoolstraat

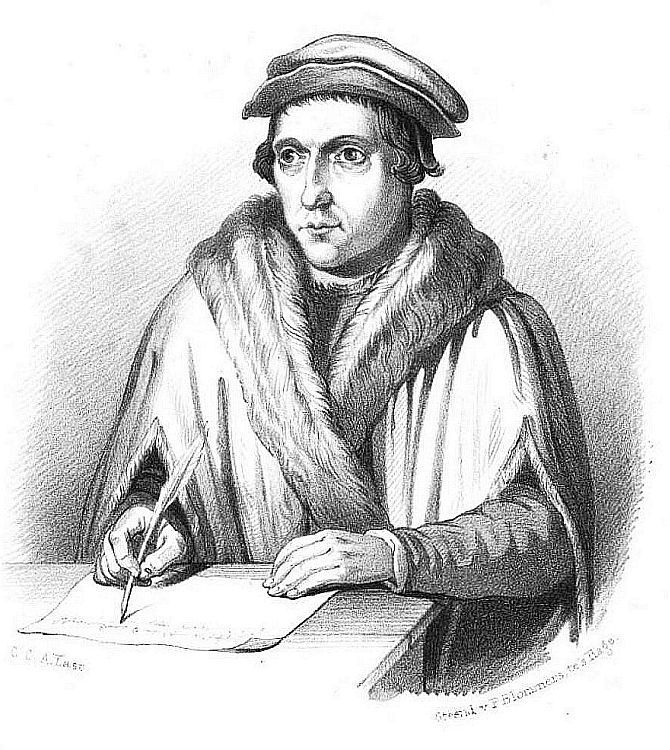
Tweebronnen was de naam van het huis van Vives in de Diestsestraat.

De site is gelegen in het centrum van Leuven. Zij is omgeven door vier straten: Diestsestraat, Vital Decosterstraat, Rijschoolstraat en Vaartstraat. De Rijschoolstraat loopt door de voormalige tuin van het klooster.

## Historiek

### Witte Vrouwen
In het jaar 1248 richtte Koenraad van Hochstaden, prins-aartsbisschop van Keulen, het klooster der Witte Vrouwen op. De officiële naam van de orde was de Orde van Sint-Victor, die in sommige landen de naam draagt van de Magdalenazusters. De Witte Vrouwen bezaten een groot stuk terrein in de oude binnenstad van Leuven, met toegang via de Diestsestraat. In 1256 volgde de pauselijke goedkeuring van Alexander IV. Later keerden de zusters de rug toe aan de regel van Sint-Victor. Een tussenkomst van de prior van Sint-Maartensdal om de regels op te leggen, haalde niets uit; Johan van Horne, prins-bisschop van Luik kwam tussen en de zusters moesten voortaan de regel van Sint-Augustinus volgen.
In 1589 verwoestte een grote brand het klooster van de Witte Vrouwen. Priorin Anne van Zeverdonck deed beroep op fondsen van haar familie voor de restauratiewerken. Zij was gedurende 29 jaar priorin en kon gedurende deze lange periode de herstelwerken tot een goed einde leiden. Het hoogtepunt van de restauratie was de aankoop van een schilderij van Rubens, de aanbidding der drie wijzen. Priorin van Zeverdonck haalde hiermee een kunstwerk in huis dat later vele bezoekers trok. In de 18e eeuw, ten tijde van het Oostenrijks bewind in de Zuidelijke Nederlanden, bracht von Cobenzl een bezoek aan het schilderij van Rubens (1768). Hij was gevolmachtigd minister voor de Oostenrijkse Nederlanden. In 1783 schafte het Oostenrijks bestuur meerdere kloosters af, onder meer de Witte Vrouwen in Leuven. Dit paste in de kerkenpolitiek van het jozefinisme, naar de toenmalige keizer Jozef II genoemd. De inboedel werd geïnventariseerd en stuk voor stuk weggebracht. In 1788 ging het schilderij van Rubens naar Brussel, waar het verkocht werd; in de 19e eeuw dook het schilderij nog op in Londen, in het Grosvenor House. 
Met de Brabantse Revolutie konden de zusters terugkeren (1789). Ze begonnen aan de restauratiewerken, onder leiding van priorin Anne-Marie Charlier. In 1796, tijdens het Frans bewind, verjoeg de stadsmilitie de laatste zusters uit het pand. De inboedel werd andermaal verkocht (1797).

### Witte Vrouwenkazerne
De Fransen richtten het klooster met kerk in als een grote kazerne. Zij vestigden er de cavalerie. In 1810 werd de stad Leuven eigenaar van de kazerne en moest ze ook instaan voor het onderhoud van de militairen. Op het einde van het Nederlands bewind (1830) verbleven er negenhonderd cavaleristen en infanteristen. De kazerne werd te klein. In de tuin werd een straat aangelegd, de Rijschoolstraat. Aan de overzijde van de straat kwam de Rijschool voor het Belgisch leger. Deze straat was een directe verbinding met de cavalerie in de Sint-Maartensdalkazerne.
De oude kloosterkerk werd verder nog gebruikt door Grenadiers van het Belgisch leger, nadat ze drie verdiepingen met logementen in de kerk ingebouwd hadden. In 1914, in de Eerste Wereldoorlog, schoten de Duitsers de kazerne in puin. De site was verder onbruikbaar.

### Technische school
Het stadsbestuur, eigenaar van de site, zocht uit welk gebouw er in de kloosterruïne kon komen. Uiteindelijk kreeg architect Henry Van de Velde de opdracht, tezamen met de Leuvense stadsarchitect Vital Rosseels, voor het tekenen van een technische school.  Zij ontwierpen een strak betonnen gebouw, met rode keramiek aan de ingangspoort (1937-1940). Vanaf 1940 nam het Stedelijk Nijverheids-, Handels- en Beroepsschool haar intrek en vanaf 1956 het Rijksinstituut voor Technisch Onderwijs. De onderwijsfunctie op de site bleef bestaan tot 1984. Toen verhuisde de school naar het Redingenhof. 

### Tweebronnen
Van 1997 tot 1999 restaureerde de stad het gebouw. De stedelijke bibliotheek en het stadsarchief vonden er vervolgens onderdak, en er kwam een expositieruimte. Tot 2010 was ook het provinciaal documentatiecentrum van Vlaams-Brabant er ondergebracht. De naam Tweebronnen verwijst naar het huis van de humanist Juan Luis Vives. Vives was ooit een buurman van het Witte Vrouwenklooster in zijn Leuvense periode (begin 16e eeuw).